# Estadio Kings Park
El Estadio Kings Park, también conocido con el nombre comercial de Mr Price Kings Park, es un estadio deportivo ubicado en la ciudad de Durban, Sudáfrica. Se inauguró en 1891 y fue remodelado en 1990. Su capacidad es de 55 000 asistentes y se utiliza para partidos profesionales de rugby y fútbol. 
El estadio se utiliza para los partidos como local para los Sharks del United Rugby Championship, Natal Sharks de la Currie Cup (rugby), y los Golden Arrows y AmaZulu de la Premier Soccer League (fútbol).
Además, la selección de rugby de Sudáfrica ha jugado partidos amistosos oficiales en Kings Park, por ejemplo ante Australia en 1969, 2000, 2004, 2008 y 2011, Nueva Zelanda en 1976, 1996, 1998 y 2002, Francia en 1967, 1971, 1993, 2001 y 2005, Inglaterra en 2012 e Irlanda en 1981.
En la Copa Mundial de Rugby de 1995, Kings Park fue sede de cinco partidos: tres partidos de la fase de grupos (incluyendo Argentina-Inglaterra), uno de cuartos de final entre Francia e Irlanda, y la semifinal entre Sudáfrica y Francia.
De manera similar, se jugaron allí cinco partidos de la Copa Africana de Naciones 1996, entre ellos los de cuartos de final y semifinal de Túnez, eventual subcampeón.
Kings Park no fue utilizado para la Copa Mundial de la FIFA 2010, ya que se construyó a su lado el Estadio Moses Mabhida.
Aparte de usarse para competiciones deportivas, en Kings Park se realizaron ha habido conciertos musicales en Kings Park de Whitney Houston, Bon Jovi, Tina Turner, Michael Jackson, Janet Jackson, Metallica y Robbie Williams a lo largo de las décadas de 1990 y 2000.

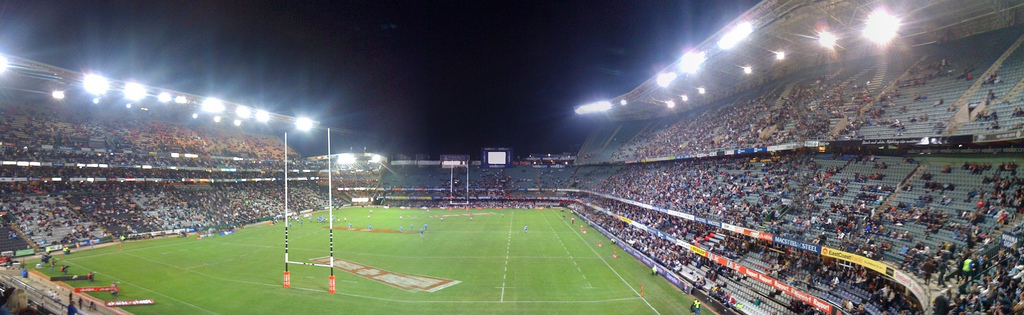
Imagen panorámica del estadio.